# بی.آی (خواننده رپ)
کیم هان-بین (کره‌ای: 김한빈؛ زادهٔ ۲۲ اکتبر ۱۹۹۶) که به‌طور حرفه‌ای با نام بی. آی (کره‌ای: 비아이؛ انگلیسی: B.I) شناخته می‌شود، رپر، خواننده، ترانه‌سرا و تهیه کنندهٔ موسیقی اهل کره جنوبی است. در سال ۲۰۱۴، او یکی از شرکت کنندگان برنامهٔ شو می د مانی ۳ بود. در سال ۲۰۱۵، او به عنوان لیدر گروه پسرانهٔ آیکون زیر نظر وای‌جی انترتینمنت فعالیت خود را آغاز کرد و او در تهیه‌کنندگی و ترانه‌سرایی تمام آثار منتشر شده تحت نام این گروه نقش داشته‌است. بی. آی پس از ترک گروه آیکون در سال ۲۰۱۹، به عنوان مدیر اجرایی کمپانی آی‌اوکی در سال ۲۰۲۰ منصوب شده‌است.

## ترانه‌شناسی

### آلبوم‌های استودیویی
| عنوان  | جزئیات آلبوم | بالاترین موقعیت جدول | بالاترین موقعیت جدول | فروش‌ها                                       |
| عنوان  | جزئیات آلبوم | کره جنوبی            | ژاپن                 | فروش‌ها                                       |
| ------ | --- | -------------------- | -------------------- | -------------------------------------------- |
| آبشار  | - تاریخ انتشار: ۱ ژوئن ۲۰۲۱ - ناشر: آی‌اوکی میوزیک، ۱۳۱ لیبل - توزیع کننده: دریموس - قالب‌ها: سی‌دی، دانلود دیجیتال، استریم، ال‌پی     | ۶                    | ۴۴                   | - کره جنوبی: ۱۰۴٬۱۰۱ - ژاپن: ۱٬۰۶۵ (فیزیکال) |
| کازموس | - تاریخ انتشار: ۱۱ نوامبر ۲۰۲۱ (Half) - ناشر: آی‌اوکی میوزیک، ۱۳۱ لیبل - توزیع کننده: دریموس - قالب‌ها: سی‌دی، دانلود دیجیتال، استریم | ۵                    | —                    | - کره جنوبی: ۵۲٬۴۳۹                          |

### آلبوم‌های تک‌آهنگ
| عنوان                       | جزئیات آلبوم | بالاترین موقعیت | فروش‌ها              |
| عنوان                       | جزئیات آلبوم | کره جنوبی       | فروش‌ها              |
| --------------------------- | --- | --------------- | ------------------- |
| میدنایت بلو (لاو استریمینگ) | - تاریخ انتشار: ۱۹ مارس ۲۰۲۱ - ناشر: آی‌اوکی میوزیک، ۱۳۱ لیبل - توزیع کننده: دریموس - قالب‌ها: سی‌دی، دانلود دیجیتال، استریم | ۱۴              | - کره جنوبی: ۱۰٬۰۰۰ |

## جوایز و نامزدی‌ها
| سال  | مراسم جوایز       | دسته          | نتیجه | منبع   |
| ---- | ----------------- | ------------- | ----- | ------ |
| ۲۰۱۸ | جوایز موسیقی ملون | ترانه‌سرای سال | برنده | [ ۱۱ ] |